# Nymphalis nigrifasciata
Nymphalis nigrifasciata är en fjärilsart som beskrevs av Reuss 1911. Nymphalis nigrifasciata ingår i släktet Nymphalis och familjen praktfjärilar. Inga underarter finns listade i Catalogue of Life.